# Tmesisternus keitocali
Tmesisternus keitocali là một loài bọ cánh cứng trong họ Cerambycidae.